# Белянкин, Дмитрий Степанович
Дмитрий Степанович Беля́нкин (11 [23] августа 1876, Ламаниха, Вологодский район — 20 июня 1953, Москва, РСФСР, СССР) — русский и советский учёный-геолог, директор Института геологических наук (1945—1947), директор Минералогического музея (1947—1952) и Кольской базы АН СССР (1948—1952). Академик АН СССР (1943), член Лондонского геологического общества (1946).

## Биография
Родился 23 августа 1876 года в деревне Ламаниха (Вологодская область).
В 1897 году окончил Вологодскую духовную семинарию. В 1901 году окончил Юрьевский университет.
В 1903—1935 годах преподавал в Санкт-Петербургском политехническом институте, с 1920 года — профессор.
1 февраля 1933 года избран членом-корреспондентом АН СССР по специальности «петрография».
В мае 1934 года по совокупности работ получил степень доктора геолого-минералогических наук. 27 сентября 1943 года избран академиком АН СССР по специальности «минералогия и петрография».
С 1945 года по 1947 год — директор ИГН АН СССР. В 1947—1952 годах возглавлял Минералогический музей имени Ферсмана.
В 1948—1952 годах возглавлял Кольскую базу АН СССР. В 1949—1953 годах — академик-секретарь отделения геолого-географических наук АН СССР.
С 1951 года — главный редактор научного журнала Известия Академии наук СССР. Серия геологическая, Москва.

Могила Д. С. Белянкина на Новодевичьем кладбище

Скончался 20 июня 1953 года от кровоизлияния в головной мозг. Похоронен на Новодевичьем кладбище (участок № 4).

## Научные достижения
Основоположник технической петрографии, провёл различные геолого-петрографические исследования Урала, Кавказа и севера Европейской части СССР, в ходе которых составил петрографическую карту Ильменских гор, открыл минералы тургит и вишневит, часовьярит.
С 1946 года — почётный член Российского минералогического общества.

## Награды и премии
- два ордена Ленина[9] (10.06.1945; 01.09.1946)
- медаль Волластона (1946)[9]
- орден Трудового Красного Знамени (1951)[3]
- золотая медаль имени А. П. Карпинского (1949)[14]

## Память
17—20 апреля 2011 года прошла VIII Всероссийская Ферсмановская научная сессия «Минералогия, петрология и полезные ископаемые Кольского региона», которая была посвящена 135-летию Белянкина.
В честь Белянкина названы:
- Минералы белянкинит и белянкит[16]
- Гора Белянкина в Антарктиде[17].
- Потухший подводный вулкан Белянкина в Охотском море у побережья Камчатки[18].

Дом в г. Казани, где в 1941—1942 годах жил учёный (ул. Волкова, 42), имеет статус памятника местного значения